# Терцињо
Терцињо (итал. Terzigno) је насеље у Италији у округу Напуљ, региону Кампанија.
Према процени из 2011. у насељу је живело 17138 становника. Насеље се налази на надморској висини од 104 м.

## Становништво
| 1931. | 1936. | 1951. | 1961.  | 1971.  | 1981.  | 1991.  | 2001.  | 2011.  |
| ----- | ----- | ----- | ------ | ------ | ------ | ------ | ------ | ------ |
| 6.386 | 7.040 | 8.541 | 10.160 | 10.947 | 10.915 | 13.653 | 15.870 | 17.367 |